# Institut épiscopal de musique sacrée de Mayence

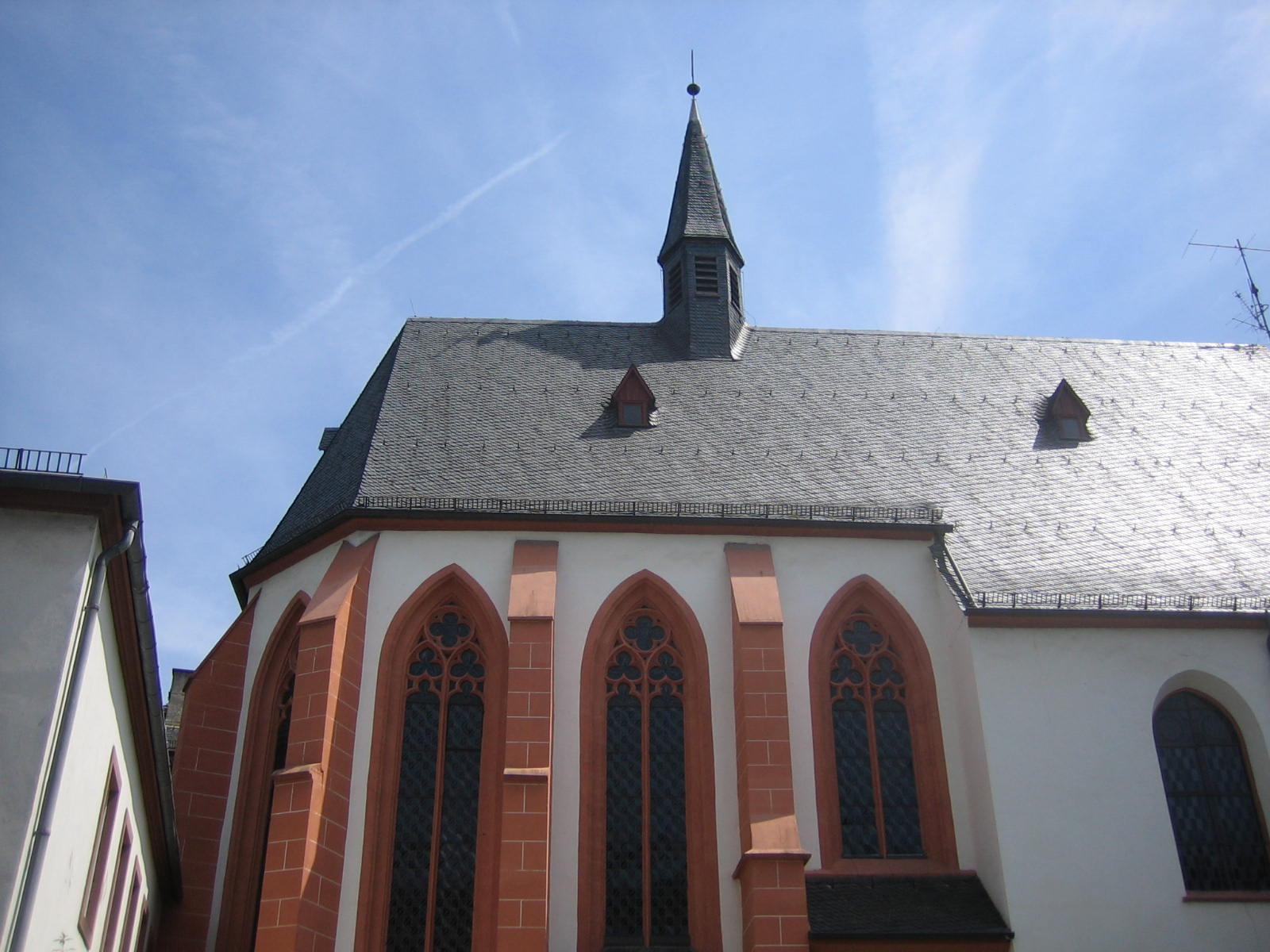
La chapelle des Antonites (Mayence) abrite le grand-orgue de l'institut de musique sacrée

L'institut épiscopal de musique sacrée de Mayence est une école supérieure allemande basée à Mayence. Son enseignement  dépend du diocèse de Mayence et comprend principalement de la musique sacrée.

## L'institut
La musique a toujours fait partie intégrante de la vie de la cathédrale Saint-Martin de Mayence. À l’audace des bâtisseurs de cathédrales répondait celle des musiciens. Depuis lors, la tradition musicale de Saint-Martin de Mayence s’est maintenue au plus haut niveau et chaque génération est venue apporter sa pierre au prestigieux édifice que constitue l’histoire musicale de la cathédrale.[non neutre]
Chargée de la coordination artistique et administrative de l’ensemble des aspects musicaux du diocèse, l'institut épiscopal de musique sacrée a pour missions essentielles : 
- l’enseignement musical et la formation des organistes et chanteurs, brevets C + D (Formation musicale)
- l’animation musicale des célébrations liturgiques de la Cathédrale et des basiliques mineures
- l’organisation de concerts et d’auditions
- la recherche musicologique autour du patrimoine musical de diocèse de Mayence, la valorisation de ce patrimoine vivant, et sa diffusion
- la diffusion du répertoire d’aujourd’hui et la composition musicale
- la recherche autour du patrimoine des cloches du diocèse de Mayence, la valorisation de ce patrimoine vivant

## Formations
Un dispositif vocal et instrumental complet a été constitué au service de ces missions. L’élément central en est la Musica Sacra am Hohen Dom zu Mainz , composée de plusieurs ensembles : 
- le chœurs d’enfants
- le jeune ensemble
- le chœur d’adultes en formation professionnelle
- le chant grégorien.

Le grand-orgue, l’orgue de chœur et l’équipe d’organistes sous Matthias Breitschaft qui leur sont attachés en sont également des acteurs majeurs.
Ouverte sur le monde musical, Musique Sacrée à Saint-Martin de Mayence accueille des chœurs et artistes du monde entier, multiplie les partenariats artistiques et met en œuvre une politique active d’enregistrements discographiques.

## Musiciens travaillant pour l'institut épiscopal de musique sacrée
- Thomas Drescher
- Thomas Gabriel
- Thomas Lennartz
- Andreas Boltz
- Dan Zerfaß